# 83 d'Aquari
83 d'Aquari (83 Aquarii) és una estrella de la Constel·lació d'Aquari. Té una magnitud aparent de 5,43. Segons la base de dades astronòmiques SIMBAD es tracta d'una estrella doble o múltiple.